# .yt
.yt je internetová národní doména nejvyššího řádu pro Mayotte. Doména je delegována registru Francie a oficiální webová adresa nic.yt je přesměrována na francouzského registrátora AFNIC.